# La jolie fille de Perth
La jolie fille de Perth (deutsch: Das schöne Mädchen von Perth) ist eine Oper in vier Akten von Georges Bizet. Das Libretto schrieben Jules-Henri Vernoy de Saint-Georges und Jules Adenis.  Die Oper basiert auf der Novelle Saint Valentine’s Day oder The Fair Maid of Perth von Sir Walter Scott.

## Aufführungen
Die Uraufführung fand am 26. Dezember 1867 im Théâtre-Lyrique in Paris statt. Die Oper wurde im 20. Jahrhundert selten aufgeführt, etwa 1968 beim Wexford Festival Opera. Sie wird auch heute meist nur in besonderen Gedenkjahren von Bizet gespielt. Vorwiegend finden konzertante Aufführungen statt, beispielsweise im Jahr 2010 am Stadttheater Bern.

## Handlung
Am Valentinstag während der Karnevalszeit überreicht der Waffenschmied Henri Smith der von ihm verehrten Catherine Glover eine Brosche in Form einer Rose, um ihr damit symbolisch seine Heiratsabsichten kundzutun. Der Herzog de Rothsay ist jedoch ebenfalls an der schönen Catherine interessiert, pflegt aber gleichzeitig ein Verhältnis zu Mab, einer attraktiven Zigeunerin. Es gibt noch weitere Verehrer von Catherine. Dadurcht ergeben sich zahlreiche Verwicklungen, Komplikationen, Intrigen und Missverständnisse. Catherine wird unberechtigt der Untreue bezichtigt, woraufhin sie sich in eine einsame Gebirgsgegend zurückzieht und dem Wahnsinn verfällt. Der verzweifelte Waffenschmied will mittels eines Duells die Ehre der Geliebten verteidigen und ihre Unschuld beweisen. Als er ihr ein inniges Liebeslied vorträgt, erwacht sie aus ihrem Wahn und glaubt, nur geträumt zu haben. Die Situation klärt sich, die beiden Liebenden finden zueinander und alle Beteiligten feiern nun unbeschwert Karneval.

## Diskographie (Auswahl)
- 1985; June Anderson – Catherine Glover; Alfredo Kraus – Henri Smith; Gino Quilico – Le Duc de Rothsay; José van Dam – Ralph; Chœurs de Radio-France, Nouvel Orchestre Philharmonique, Dirigent Georges Prêtre. EMI